# Höfen an der Enz
Höfen an der Enz är en kommun och ort i Landkreis Calw i regionen Nordschwarzwald i Regierungsbezirk Karlsruhe i förbundslandet Baden-Württemberg i Tyskland.
Kommunen ingår i kommunalförbundet Bad Wildbad tillsammans med staden Bad Wildbad och kommunen Enzklösterle.